# USS 조지 워싱턴 (SSBN-598)
USS 조지 워싱턴 (SSBN-598)은 세계 최초의 SLBM 잠수함(SSBN)이다.

## 원자로
S5W 원자로 1개를 탑재했다. S5W란 웨스팅하우스의 5세대 잠수함용 원자로라는 의미이다. S5W는 열출력 70MWt의 가압경수로다.
러시아 핵잠수함 원자로의 기술을 도입해, 한국이 핵잠수함 원자로로 개발했다는 보도가 있는 SMART-P는 65 MWt의 열출력을 내는 가압경수로인데, 세계 최초의 SLBM 잠수함인 조지 워싱턴함과 비슷하다.
세계 최초의 SSN(공격원잠)인 미국 USS 노틸러스 (SSN-571)는 열출력 70MWt 경수로 1개를 탑재했는데, 소련 최초의 SSN(공격원잠)인 노벰버급 잠수함은 열출력 70MWt 경수로 2개를 탑재했다.
세계 최초의 SSBN(전략원잠)인 미국 USS 조지 워싱턴 (SSBN-598)은 열출력 70MWt 경수로 1개를 탑재했는데, 소련 최초의 SSBN(전략원잠)인 호텔급 잠수함은 열출력 70MWt 경수로 2개를 탑재했다.

## SLBM
폴라리스 미사일 16발을 탑재했다.